# یانیق‌لی
یانیق‌لی (به لاتین: Yanıqlı) یک منطقه مسکونی در جمهوری آذربایجان است که در شهرستان تووز واقع شده است. یانیق‌لی ۲۳۹۵ نفر جمعیت دارد.